# Talava Cave
Die Talava Cave oder Talava Arches sind ein System aus Felsentoren und Höhlen an der Nordwestküste von Niue nördlich des Dorfes Hikutavake. Der größte der Felsenbögen ragt auffällig in das Meer hinaus.
Der Zugang erfolgt von der Küstenstraße über einen Abzweig des zum Matapa Chasm führenden Pfades und führt durch eine der Höhlen hindurch.
Der größte der Bögen hat eine Spannweite von etwa 35 Metern und eine Höhe von etwa 8 Metern. Der zweite Bogen hat eine Spannweite von etwa 14 Metern und eine Höhe von etwa 10,5 Metern. Der dritte hat eine Spannweite von 15 Metern und eine Höhe von 10,5 Metern.